# Линьин
Линьи́н (кит. упр. 临颍, пиньинь Línyǐng, буквально: «перед рекой Иньшуй») — уезд городского округа Лохэ провинции Хэнань (КНР).

## История
Уезд был создан ещё при империи Хань.
При империи Северная Ци уезд был расформирован, и был создан округ Линьин (临颍郡). При империи Суй округ Линьин был расформирован, а вместо него был вновь создан уезд Линьин.
В 1949 году был создан Специальный район Сюйчан (许昌专区), и уезд вошёл в его состав.
В 1969 году Специальный район Сюйчан был переименован в Округ Сюйчан (许昌地区).
В 1986 году постановлением Госсовета КНР был расформирован округ Сюйчан, и уезд вошёл в состав новообразованного городского округа Лохэ.

## Административное деление
Уезд делится на 9 посёлков и 6 волостей.